# 青木健 (音楽家)
青木 健（あおき けん 1980年6月28日 - ）は、日本の音楽家。東京都出身。

## 作品

### 映画
- 2013年 堀潤監督作品『変身 -Metamorphosis』エンディング提供[エンディング:想い出す頃]
- 2017年 石井裕也監督作品 『夜空はいつでも最高密度の青空だ』ギター演奏[音楽:渡邊崇]
- 2017年 廣原暁監督作品 『ポンチョに夜明けの風はらませて』ギター指導、音楽[共同制作:渡邊崇]
- 2019年 平林勇監督作品『SHELL and JOINT』アシスタント
- 2020年 堀潤監督作品『わたしは分断を許さない』音楽

### ドラマ
- 2018年 連続ドラマ『I''s』歌[音楽:渡邊崇]（BSスカパー!）

### バラエティ
- 「オガッタ!?」（仙台放送）オープニングテーマ作曲

### ラジオ番組
- まいにちドイツ語　（NHKラジオ第2放送）
- 2016年度入門編
- 2016年度応用編
- 2017年度応用編[ジングルのみ]
- 2018年度語応用編「ドイツ語発見の旅2」

### ラジオCM
- 2018年 キユーピー
  - 深煎りピリ辛胡麻ドレッシング「ピリ辛一人暮らし」篇
  - あえるパスタソース ミートソース完熟トマト仕立て「お父さんの魔法」篇

### アーティスト楽曲
- さくらしめじ
- 2016年 4th single『ひだりむね』（詞曲提供）[テレビ東京 TVドラマ「こえ恋」オープニングテーマ]
- 2017年 5th single『あやまリズム』M-3「ケセラセラララ」（詞曲&編曲）
- 2018年 1st Album『ハルシメジ』M-5「かぜだより」（詞曲&編曲）

### 提供楽曲
- すみだ水族館 [エントランスBGM:ゆりかご]
- コープ神戸紹介用映像[エンディング:NO COLORS]
- skwid[三井海洋開発]PR映像(佐賀県広報)[テーマ曲:葵の歌]

### アルバム(自主制作)
- 1st album『Aoki Ken』（2012年9月3日発売）
- 2nd album『ONKEI』（2014年11月3日発売）

## エピソード
- 大学生の時、aikoのファンクラブに入っていた。東京農工大学軽音部に所属していた。